# МГИМО-Одинцово
Одинцовский филиал МГИМО МИД России (МГИМО-Одинцово) — филиал Московского государственного института международных отношений (университета) МИД России — одного из ведущих российских вузов.
Образован в 2015 году на базе Одинцовского гуманитарного университета приказом министра иностранных дел России С. В. Лаврова. Входит в структуру МГИМО и включает четыре факультета и институт: международно-правовой факультет, факультет управления и политики, факультет финансовой экономики, факультет лингвистики и межкультурной коммуникации, Международный институт энергетической политики и управления инновациями, Колледж МГИМО (ранее — факультет довузовской подготовки), а также Лицей МГИМО им. А. М. Горчакова.
Кампус в городе Одинцово расположен в 1 км от станции Одинцово, в 8 км от МКАД и находится в 25 минутах езды от кампуса в районе «Проспект Вернадского».
В среднем в Одинцовском филиале обучается свыше 1500 человек, из них: по программам бакалавриата — 760 человек, магистратуры — 260 человек, 393 человека по программам среднего профессионального образования, 140 человек — в Лицее МГИМО им. А. М. Горчакова.

Кампус МГИМО в Одинцове

## История
22 декабря 2015 года приказ о создании Одинцовского филиала МГИМО подписал министр иностранных дел России С. В. Лавровым. 3 июня 2016 года состоялось официальное открытие кампуса. Министр С. В. Лавров на открытии филиала отметил: 
Создание филиала позволит МГИМО самому нарастить потенциал в обучении управленческим навыкам. Мы заинтересованы в углублении сотрудничества со всеми странами на равноправной основе. Рассчитываю, что, опираясь на богатый опыт и традиции, филиал внесет достойный вклад в наше общее дело 
Первым директором филиала был С. К. Васильев, с февраля 2020 году руководителем филиала назначена Е. А. Козловская.
30 марта 2017 года филиал посетил Президент Всемирной шахматной федерации Кирсан Илюмжинов. Он открыл Шахматный клуб для студентов.
В 2018 году студенты филиала приняли участие в Чемпионате мира по футболу в качестве волонтеров.
В 2019 году в филиале открыта базовая кафедра Министерства жилищно-коммунального хозяйства Московской области. Заведующим кафедрой является министр ЖКХ Московской области Е. А. Хромушин.
В 2020 году в филиале открыт приём на одиннадцать программ бакалавриата, семь магистерских программ и три специальности в колледже.
В июне 2020 года Министр инвестиций, промышленности и науки Московской области Наталья Егорова провела лекции для студентов отделения Школы бизнеса и международных компетенций, расположенной в Одинцовском филиале.

## Структура
Общая площадь образовательного комплекса составляет около 40 000 m². Для проведения учебных занятий используется 76 специализированных кабинетов и аудиторий. В их число входит лекционный зал на 210 посадочных мест. Учебно-лабораторное обеспечение включает специализированные кабинеты, компьютерные классы, мультимедийные классы, лингафонные кабинеты, учебные лаборатории. Одинцовский филиал МГИМО в настоящее время не располагает общежитием. На территории филиала расположен отель «MGIMO», где возможно проживание (на платной основе).

Пара студентов возле входа с Новоспортивной улицы

### Кампус МГИМО в Одинцово включает
- Международно-правовой факультет
- Факультет управления и политики
- Факультет финансовой экономики
- Факультет лингвистики и межкультурной коммуникации
- Международный институт энергетической политики и управления инновациями

В Филиале реализуются программы высшего, среднего профессионального и среднего общего образования, а также дополнительного профессионального образования на базе отделения Школы бизнеса и международных компетенций МГИМО.

### Список кафедр и учебных отделений Одинцовского филиала МГИМО
- Кафедра экономики и финансов
- Кафедра управления инновациями
- Кафедра математических методов и бизнес-информатики
- Кафедра цифровой экономики и искусственного интеллекта группы компаний АДВ
- Кафедра менеджмента
- Кафедра регионального управления и национальной политики
- Кафедра общей и социальной психологии
- Кафедра уголовного права, уголовного процесса и криминалистики
- Кафедра гражданского и арбитражного процесса
- Кафедра публичного права
- Кафедра иностранных языков
- Кафедра лингвистики и переводоведения
- Кафедра английского языка
- Кафедра физического воспитания и спорта

### Колледж МГИМО
В Колледже МГИМО реализуются программы среднего профессионального образования, годичные программы вечерних подготовительных курсов, модульные программы подготовки к ЕГЭ и ОГЭ. В Колледже МГИМО можно получить профессию по направлению «Право и организация социального обеспечения», «Операционная деятельность в логистике», «Банковское дело» и «Прикладная информатика (по отраслям)».

### Лицей МГИМО им. А. М. Горчакова
Горчаковский лицей МГИМО назван в честь министра иностранных дел России и канцлера А. М. Горчакова и открыт 8 апреля 2016 года. Поступить в Лицей можно на программы 8-9 и 10-11 классов.
В 2020 году Лицей вошёл в топ-100 лучших школ России по конкурентоспособности выпускников.

### Спортивно-оздоровительный комплекс
В Одинцовском филиале открыт спортивно-оздоровительный комплекс, на базе которого проходят спортивные соревнования. В 2019 Всероссийский турнир по тхэквондо открыл губернатор Московской области А.Воробьев.

## Руководители
- С. К. Васильев (2016—2019).
- Е. А. Козловская (2020—н.в.)